# Rembertów
Rembertów je městský obvod ve Varšavě. V letech 1939 až 1957 to bylo samostatné město, které bylo k Varšavě přičleněno jako součást obvodu Praga-Południe. Mezi lety 1994 a 2002 představoval samostatnou oblast Warszawa-Rembertów. V 40. letech zde bylo vězení ve správě nacistů a později Sovětů.
Má rozlohu 19,30 km² a v roce 2004 zde žilo 21 893 obyvatel. Je řídce obydlený, více než 30 procent plochy zabírají lesy. Část tvoří přírodní rezervaci Kawęczyn.
Má zde sídlo Akademie národní obrany, která byla založena v roce 1947 jako Akademie hlavního štábu.